# 제스트 (프레임워크)
제스트(Jest)는 메타(구 페이스북)가 유지보수하는 재스민 위에서 빌드되는 테스팅 프레임워크이다. 바벨, 타입스크립트, Node.js, 리액트, 앵귤러, Vue.js, Svelte를 사용하는 프로젝트와 동작한다. 제스트는 테스팅 프레임워크의 최초 사용자들에게 많은 설정을 요구하지는 않는다.

## 설치
자바스크립트 패키지 관리자 npm을 사용하여 Node.js에서 제스트를 설치한다:
```
$
 
npm
 
install
 
--save-dev
 
jest

```

## 예시
이 예시에서는 sum.js로 저장된 다음 모듈의 테스트 케이스를 작성한다:
```
function
 
sum
(
a
,
 
b
)
 
{

  
return
 
a
 
+
 
b
;

}

module
.
exports
 
=
 
sum
;

```

테스트 케이스의 파일명은 sum.test.js이며 sum.js의 테스트 케이스로서 제스트가 선정한다.
테스트 케이스가 있는 파일의 내용은 다음과 같다:
```
const
 
sum
 
=
 
require
(
'./sum'
);

test
(
'adds 1 + 2 to equal 3'
,
 
()
 
=>
 
{

  
expect
(
sum
(
1
,
 
2
)).
toBe
(
3
);

});

```

이때 명령줄에서 다음 명령을 실행한다:
```
$
 
npm
 
run
 
test

```

이를 통해 테스트를 수행하며 명령줄에서 일치하는 결과가 출력된다.

## 같이 보기
- Npm (소프트웨어)
- QUnit
- 웹 프레임워크
- 자바스크립트 라이브러리